# スプレンディド・ホテル
『スプレンディド・ホテル』（Splendido Hotel）は、アメリカ合衆国のギタリスト、アル・ディ・メオラが1980年に発表した4作目のスタジオ・アルバム。

## 背景
オリジナルLPは2枚組で発売されたが、再発CDは1枚にまとめられた。「スパニッシュ・アイズ」にはレス・ポールがゲスト参加している。なお、サイドマンを務めたフィリップ・セスにとってはレコーディング・デビュー作に当たる。

## 反響・評価
アメリカでは総合アルバム・チャートのBillboard 200で119位、『ビルボード』のジャズ・アルバム・チャートで8位に達した。日本では前作『カジノ』（1978年）に続く自身2作目のオリコントップ100アルバムとなり、最高67位を記録した。
スコット・ヤナウはオールミュージックにおいて満点の5点を付け「野心的と言うほかにない」「ほぼ全編とも実に優れた音楽であり、ロック指向の速弾きソロで特に知られていたディ・メオラが、驚くほど多芸多才なミュージシャンであることを示している」と評している。

## 収録曲
特記なき楽曲はアル・ディ・メオラ作。
1. エイリアン・チェイス - "Alien Chase on Arabian Desert" - 8:55
2. サイレント・ストーリー - "Silent Story in Her Eyes" - 7:36
3. ローラー・ジュビリー - "Roller Jubilee" (Philippe Saisse) - 4:43
4. トゥー・トゥ・タンゴ - "Two to Tango" - 4:13
5. アル・ディス・ドリーム・テーマ - "Al Di's Dream Theme" - 6:50
6. 神々のディナー・ミュージック - "Dinner Music of the Gods" - 8:31
7. スプレンディド・サンダンス - "Splendido Sundance" - 4:50
8. アイ・キャン・テル - "I Can Tell" (Al Di Meola, P. Saisse) - 4:01
9. スパニッシュ・アイズ - "Spanish Eyes" (Bert Kaempfert) - 5:10
10. イスファハン - "Isfahan" (Chick Corea/Lyrics by Tony Cohan) - 11:33
11. ブランカの子守歌 - "Bianca's Midnight Lullaby" - 1:55

## 参加ミュージシャン
- アル・ディ・メオラ - ギター(all songs)、マンドロンチェロ(on #1, #2, #9, #10, #11)、チェレスタ(on #3)、リード・ボーカル(on #8)、ドラムス(on #8)、カスタネット(on #9)
- レス・ポール - ギター(on #9)
- フィリップ・セス - キーボード(on #1, #2, #3, #5, #6, #8)、マリンバ(on #1, #2, #3)、シンセベース(on #8)、バッキング・ボーカル(on #8)
- チック・コリア - ピアノ(on #2, #4, #10)
- ピーター・カナロッツィ - オーバーハイム・シンセサイザー(on #2, #3)
- ヤン・ハマー - モーグ・シンセサイザー(on #5)
- ティム・ランダース - ベース(on #1, #5, #6)
- アンソニー・ジャクソン - ベース(on #2, #3, #5, #9)
- ロビー・ゴンザレス - ドラムス(on #1, #2, #5, #6)
- スティーヴ・ガッド - ドラムス(on #3, #9)
- エディ・コロン - パーカッション(on #1, #2, #5, #6)
- ミンゴ・ルイス - コンガ(on #2)、ボンゴ(on #2)、シンセドラム(on #3, #5)、パーカッション(on #3)
- デヴィッド・キャンベル - ヴァイオリン(on #10)
- キャロル・シャイヴ - ヴィオラ(on #10)
- デニス・カムジン、レイモンド・J・ケリー - チェロ(on #10)
- コロンバス少年合唱団 - イントロ(on #10)